# 刘征 (1959年)
刘征（1959年1月—），男，汉族，辽宁沈阳人，中华人民共和国政治人物，中国共产党党员，第十三届全国人民代表大会辽宁地区代表。

## 生平
2018年，被选为全国人大代表。